# أنطونيو أرواخو
أنطونيو أرواخو (28 سبتمبر 1923 في البرتغال - ) هو لاعب كرة قدم برتغالي في مركز الهجوم. شارك مع منتخب البرتغال لكرة القدم. أما مع النوادي، فقد لعب مع نادي بورتو.

## وصلات خارجية
- أنطونيو أرواخو على موقع قاعدة بيانات كرة القدم.إي يو (الإنجليزية)